# Bazilika Sempronia
Bazilika Sempronia je bila v času republikanskega obdobja struktura v rimskem forumu . Bila je ena od štirih bazilik, ki so sestavljale prvotni rimski forum ob baziliki Porcia, baziliki Emiliji in baziliki Opimia, in je bila tretja zgrajena . Čeprav so izkopavanja razkrila ostanke bazilike, kot tudi strukture, ki so bile prvotno na njenem mestu, nič od njih ni vidno v Rimskem forumu. 

## Zgradba
Izkopavanje bazilike je pokazalo, da je bila najverjetneje zgrajena iz blokov iz tufa, kot je bilo običajno v takratnih zgradbah. Slaba območja v stavbi so bila morda ojačana s travertinskimi bloki, celotna fasada pa bi bila najverjetneje prekrita s štukaturo, da bi se tako skrili bloki in jo okrasili. Streha bi bila podobna tistim na templjih in bi bila izdelana iz lesenih tramov in nosilcev. Zunanjost strehe bi bila prekrita s ploščicami za zaščito strehe od elementov, notranjost pa bi bila ometana, da bi se zmanjšala teža in končala v štukaturi.

## Zgodovina
Baziliko Sempronia je leta 169 pr. n. št. zgradil rimski politik Tiberij Sempronij Grakh, ki je bil v času nastanka bazilike izbran za cenzorja. Zgrajena je bila na območju, kjer je nekoč imel hišo Scipion Africanus in številne trgovine, kar je vodilo v prepričanje, da je bila nekoč v lasti Scipiona in jo je podedoval Tiberij leta 184 pr. n. št. po Scipiovi smrti, ko je bil Tiberij poročen z njegovo hčerko, Cornelijo Africana.
Julija Cezar je leta 54 pr. n. št. porušil baziliko Sempronia, da bi zgradil svojo baziliko Julijo.